# Mov (culoare)
Mov este o culoare violet deschis numit după floarea de nalbă (franceză: mauve). Movul conține mai mult gri și mai mult albastru decât o nuanță palidă de magenta. Multe flori sălbatice numite „albastre” sunt de fapt mov.

## „Deceniul mov”

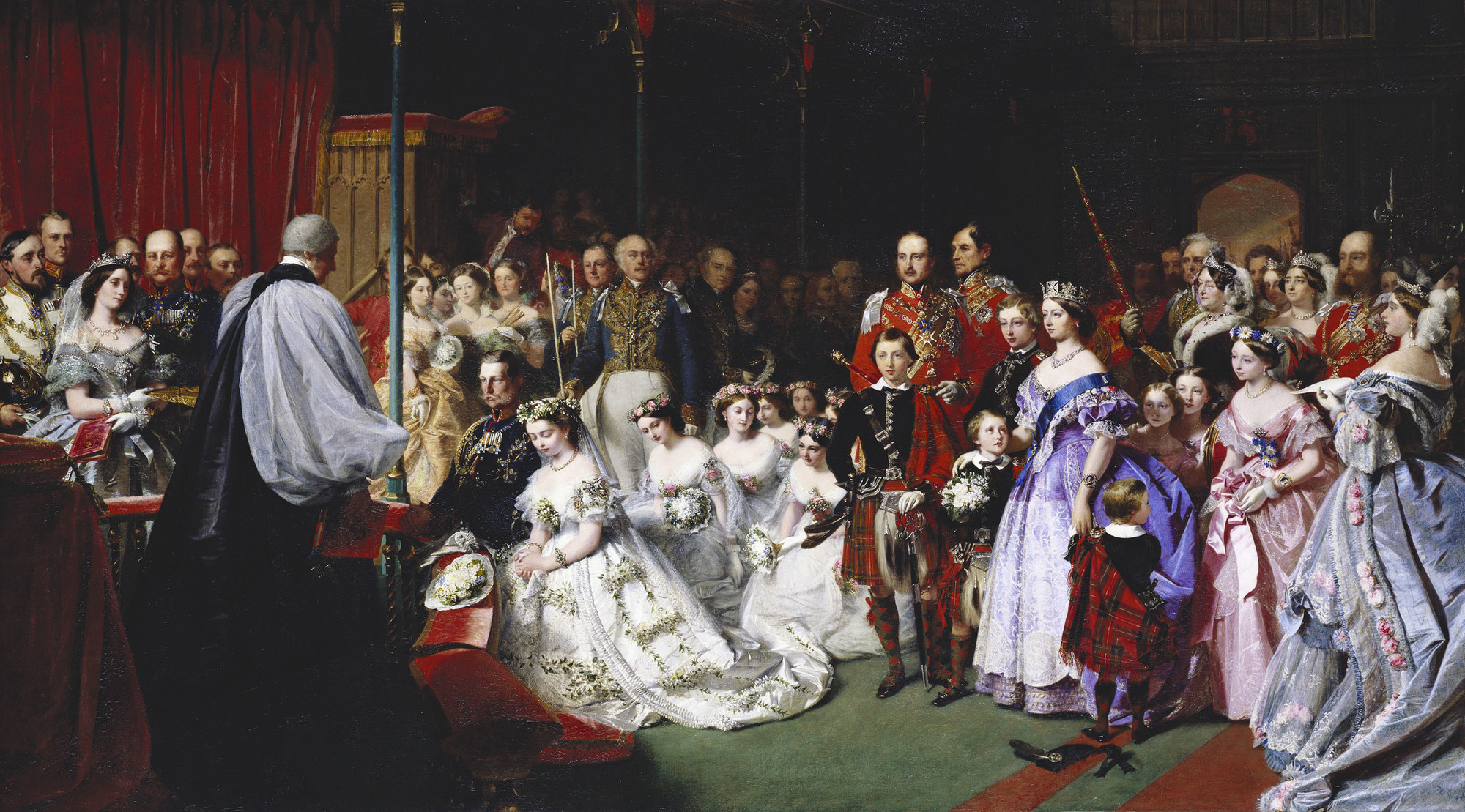
Movul devine culoarea la modă, mai ales după ce regina Victoria, în 1858, a participat la nunta fiicei sale îmbrăcată în mov.

Vopseaua sintetică mov a fost numită astfel pentru prima dată în 1859. Chimistul Henry Perkin, pe atunci în vârstă de optsprezece ani, a încercat în 1856 să sintetizeze chinina, care a fost utilizată pentru tratarea malariei. Un reziduu neașteptat i-a atras atenția, care s-a dovedit a fi primul colorant de anilină. Inițial, Perkin a numit pigmentul purpură de Tyr, după pigmentul istoric, însă produsul a fost redenumit mov după ce a fost comercializat în 1859.
Înainte de perioada 1856-1858, referința la colorantul mov era culoarea produsă folosind colorantul semi-sintetic murexid sau un amestec de coloranți naturali. Perkin a avut un succes atât de mare în descoperirea sa în industria coloranților, încât biografia sa realizată de Simon Garfield este pur și simplu intitulată Mauve. Odată cu descoperirea pigmentului sintetic produs ieftin, movul devine culoarea la modă, mai ales după ce regina Victoria, în 1858, a participat la nunta fiicei sale îmbrăcată în mov.

## Variații

### Mov bogat
Culoarea afișată în dreapta este tonul bogat de mov numit mov de Crayola.

### Mov francez
Culoarea afișată în dreapta este tonul profund de mov, numit mov de Pourpre.com Arhivat în 8 decembrie 2016, la Wayback Machine., o listă de culori foarte populară în Franța.

### Mov opera
Culoarea afișată în dreapta este mov opera.
Prima utilizare înregistrată a opera mauve ca nume de culoare în limba engleză a fost în 1927.

### Mov închis
Culoarea afișată în dreapta este mov închis.
Prima utilizare înregistrată pentru mauve taupe (mov închis) ca nume de culoare în limba engleză a fost în 1925.

### Mov original
Culoarea afișată în dreapta este mov original.
Prima utilizare înregistrată a old mouve ca nume de culoare în limba engleză a fost în 1925.

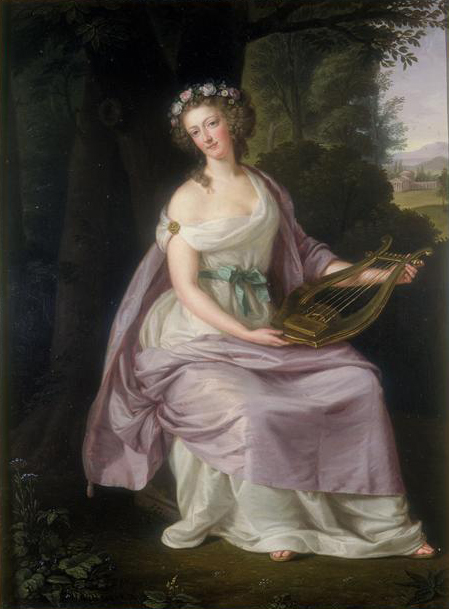
Marie Antoinette as Erato, de Ludwig Guttenbrunn, 1788
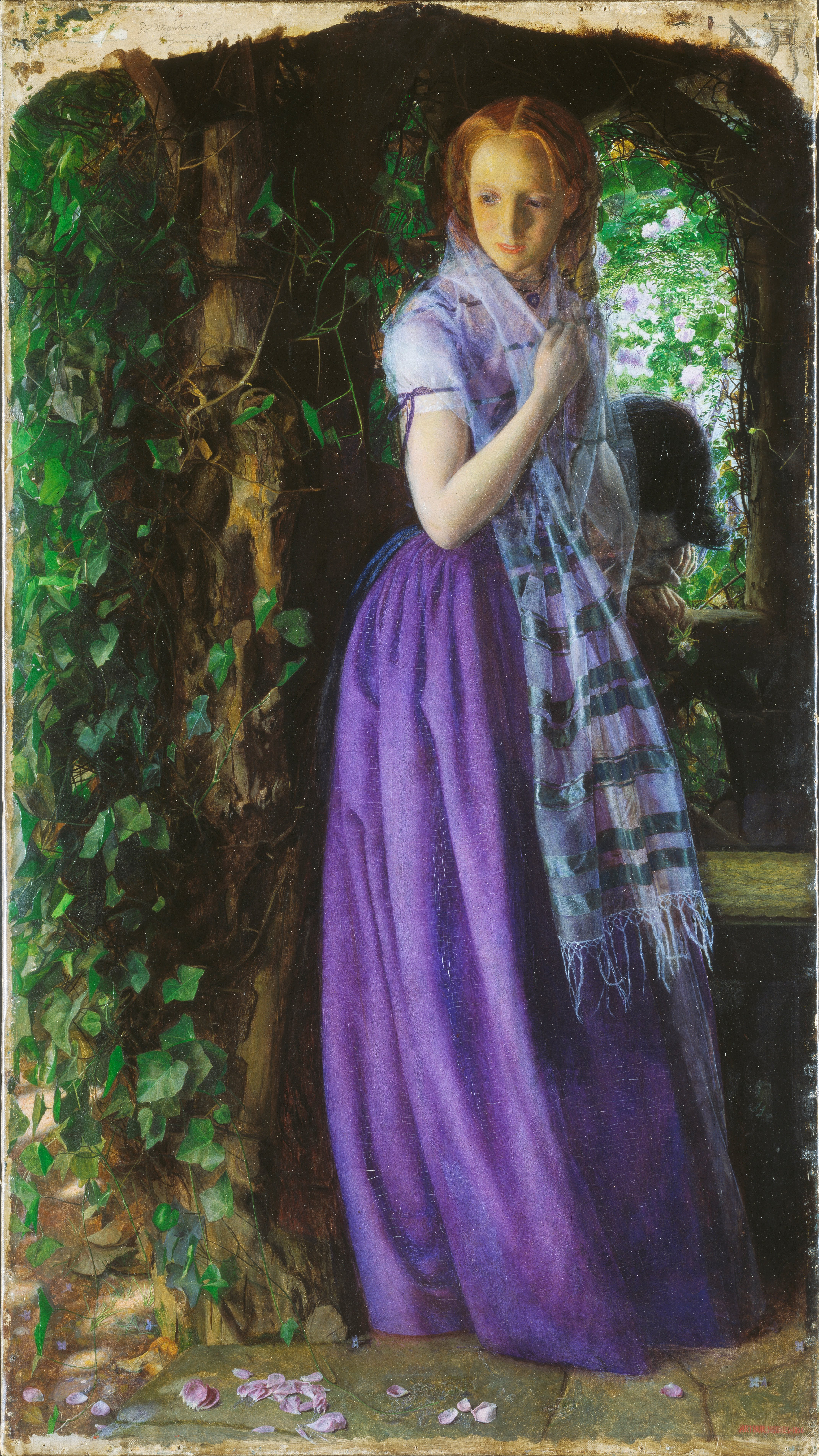
Amor de aprilie, de Arthur Hughes, c. 1855.
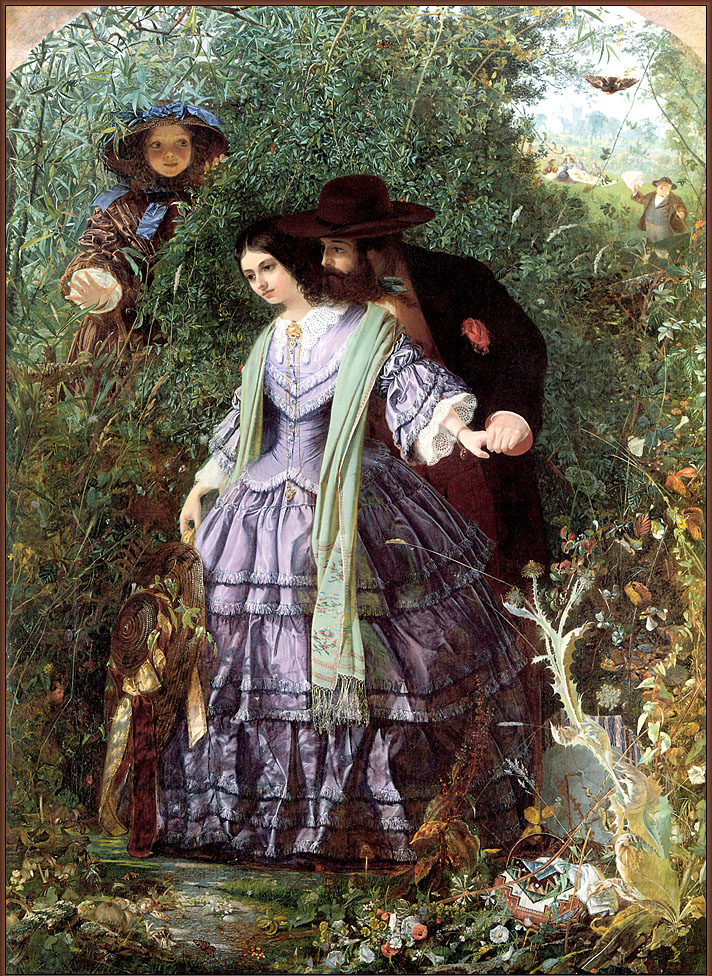
"Secretul" de Fisk
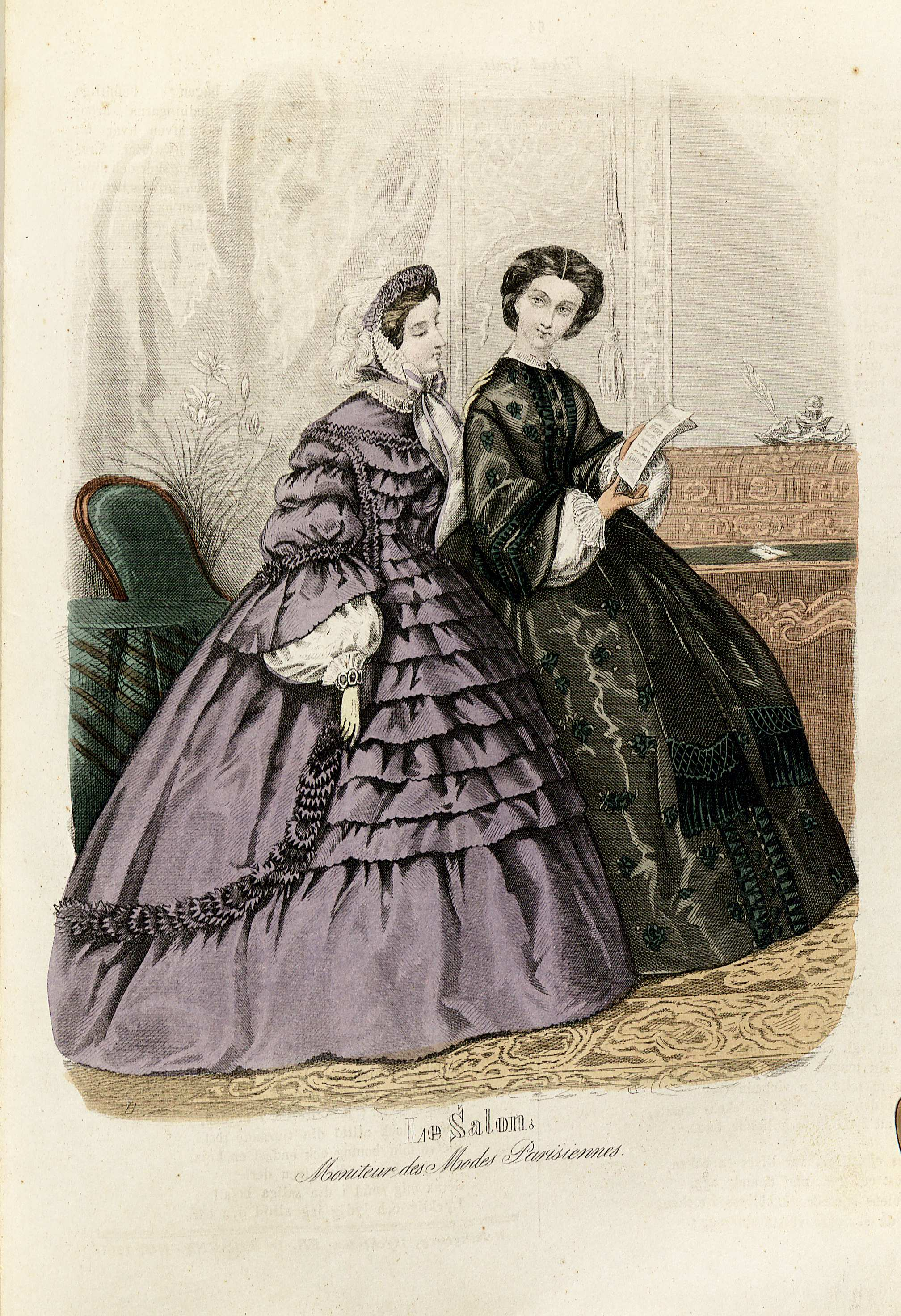
Moda în anul 1861
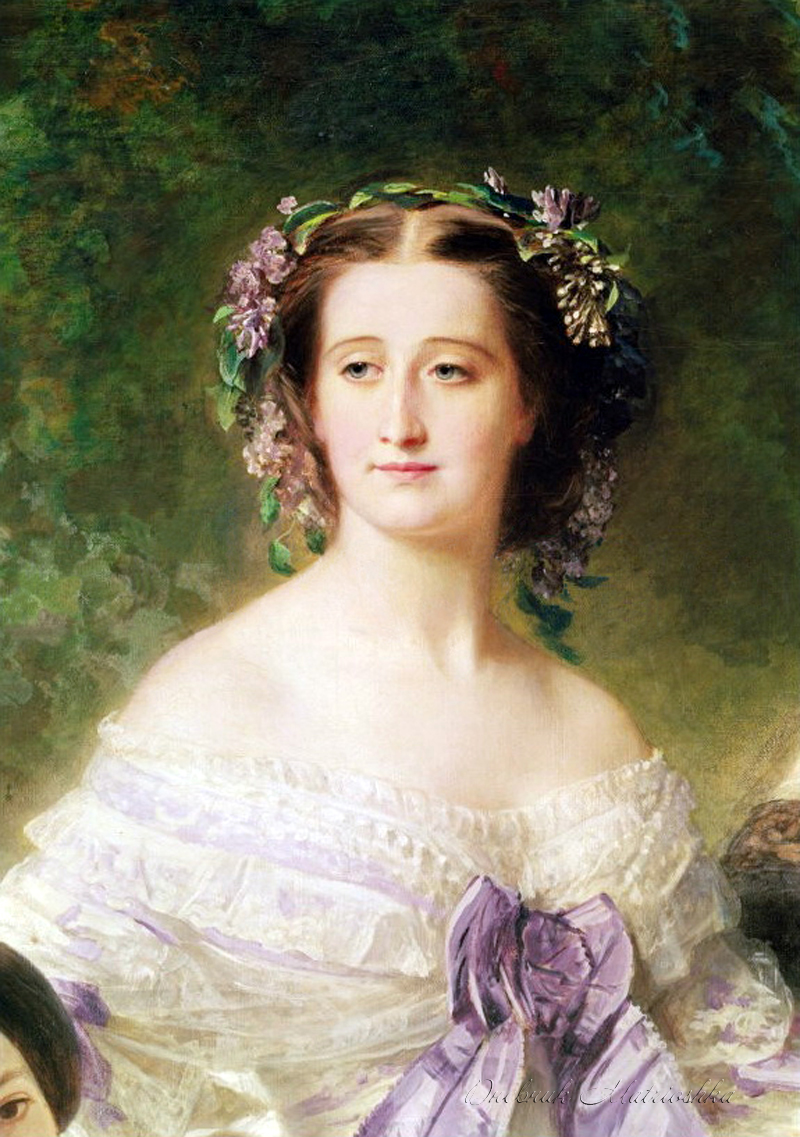
Împărăteasa Eugenie purtând panglici mov
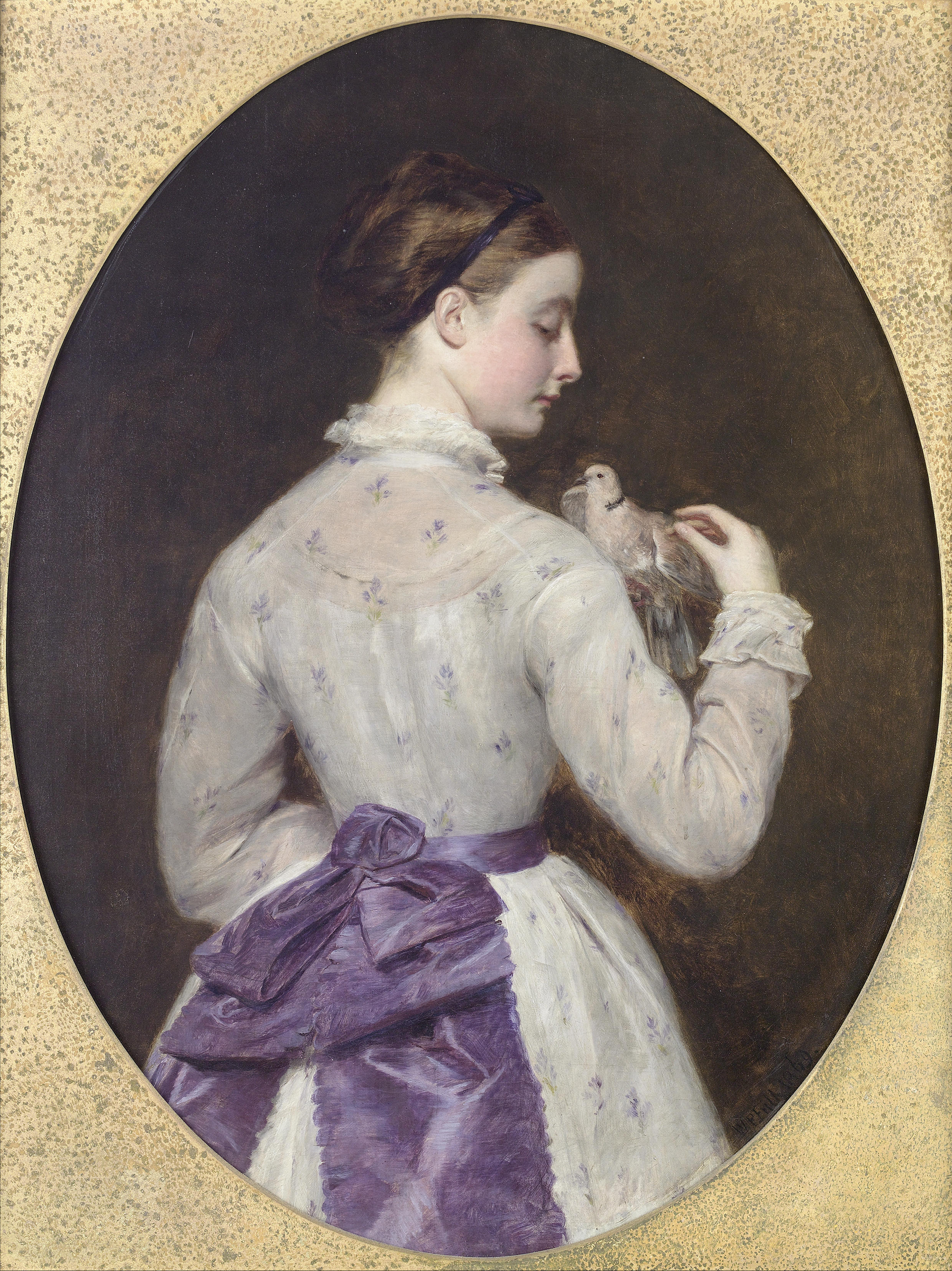
Pictură de William Powell Frith, 1869
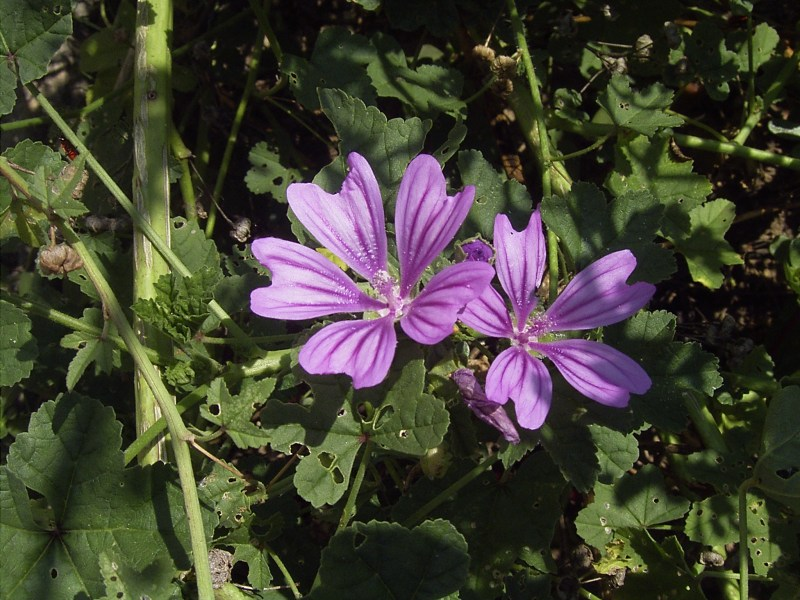
Nalbă sălbatică
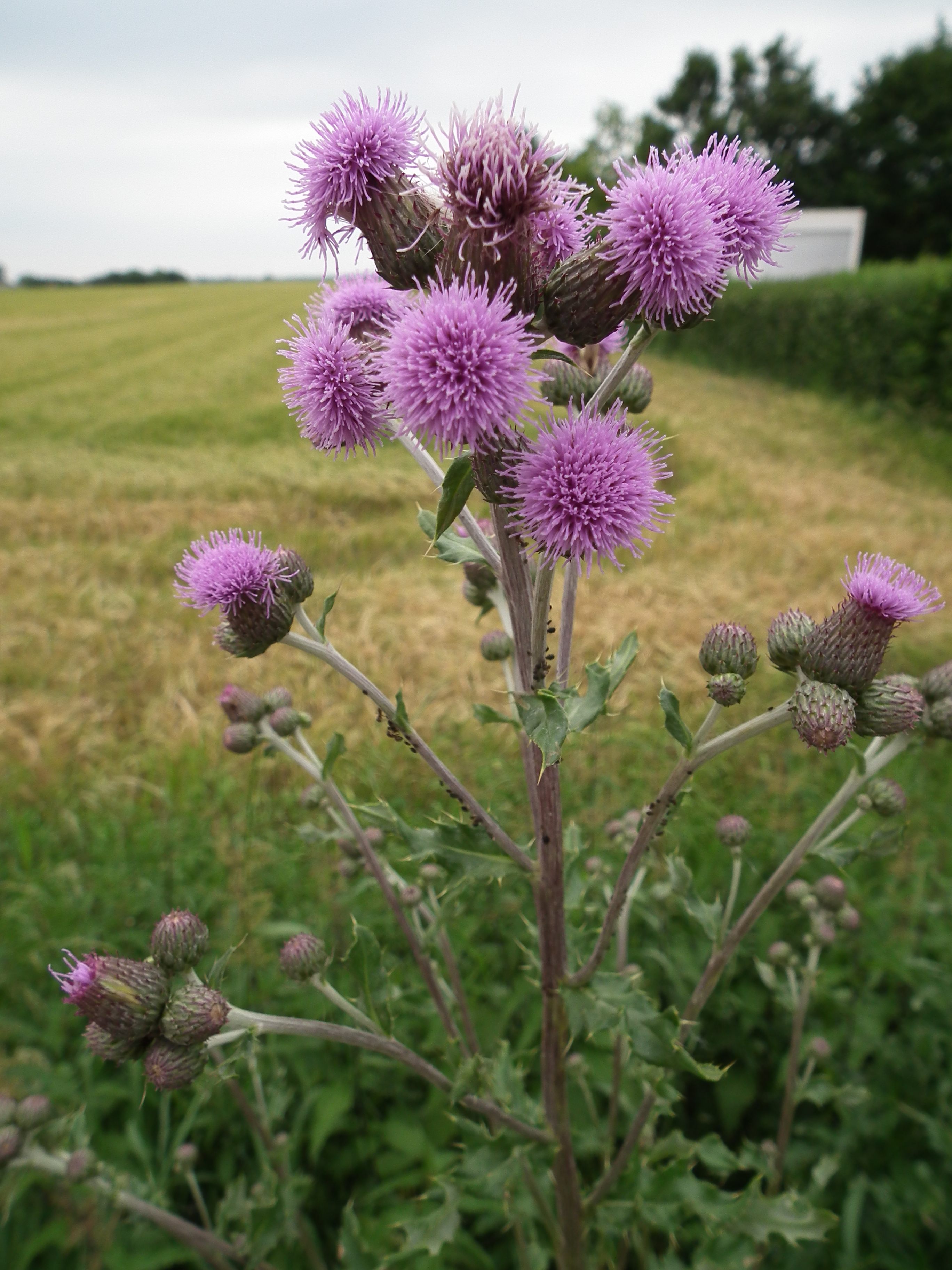
Ciulini
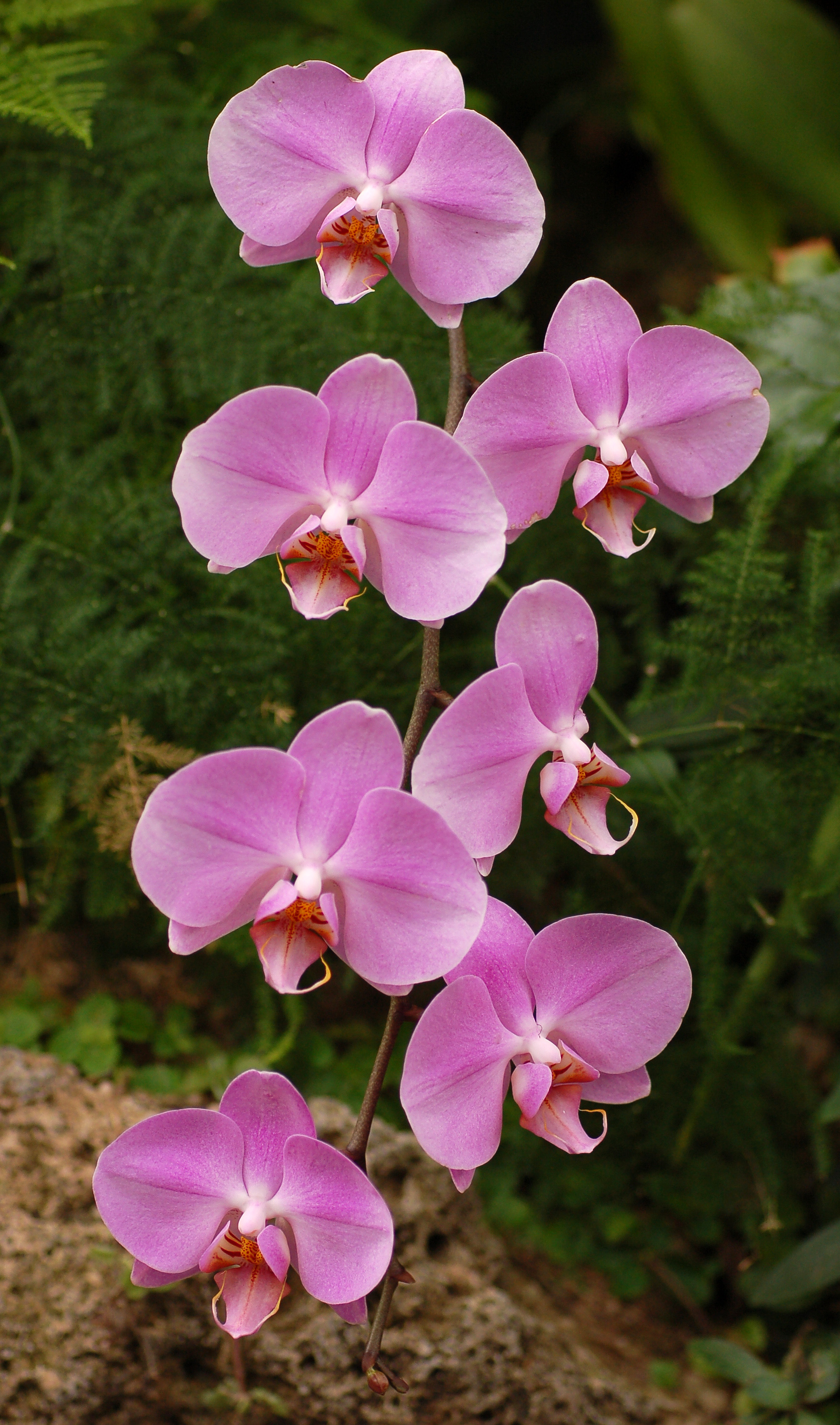
Orhidee fluture
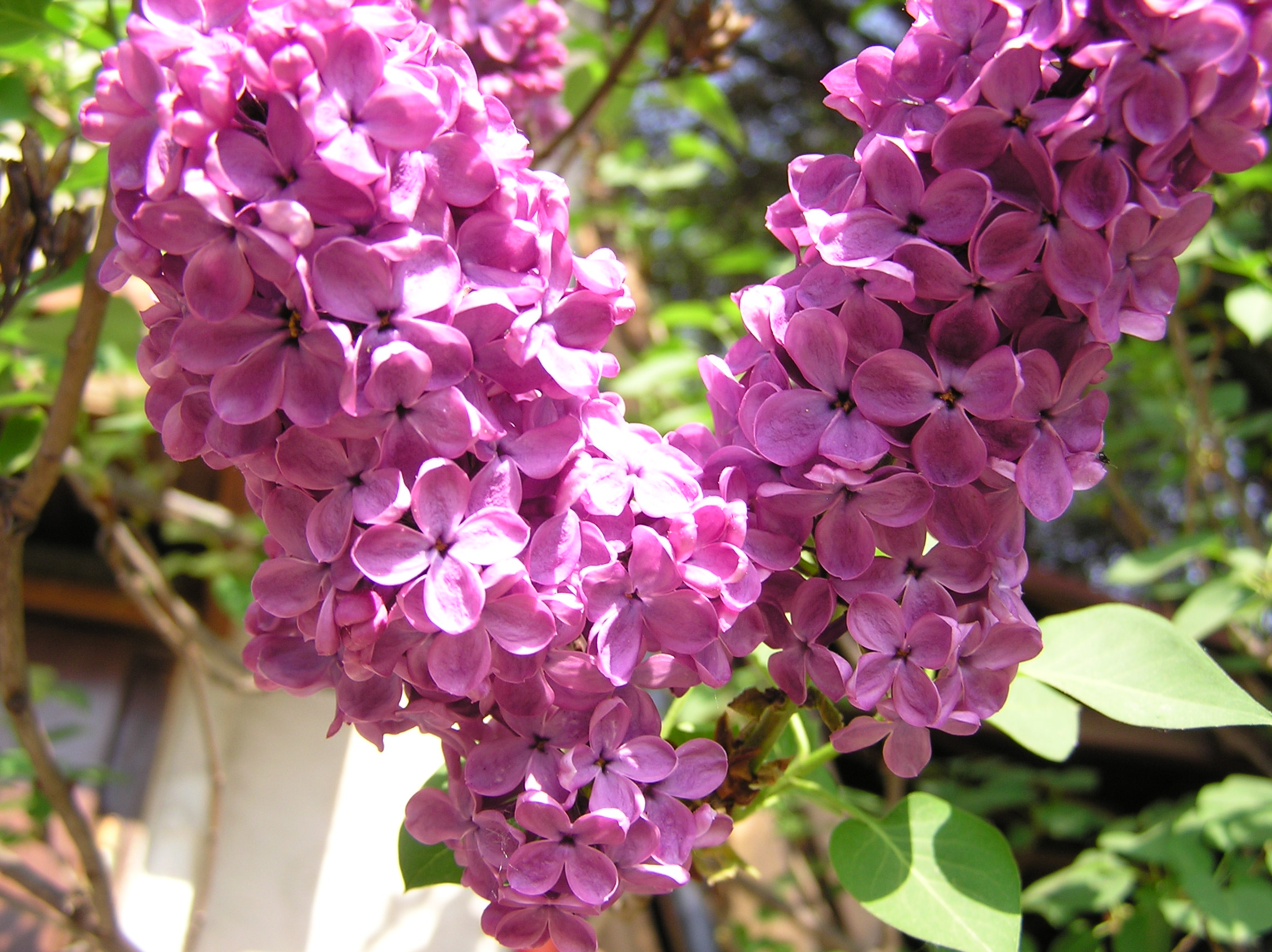
Liliac
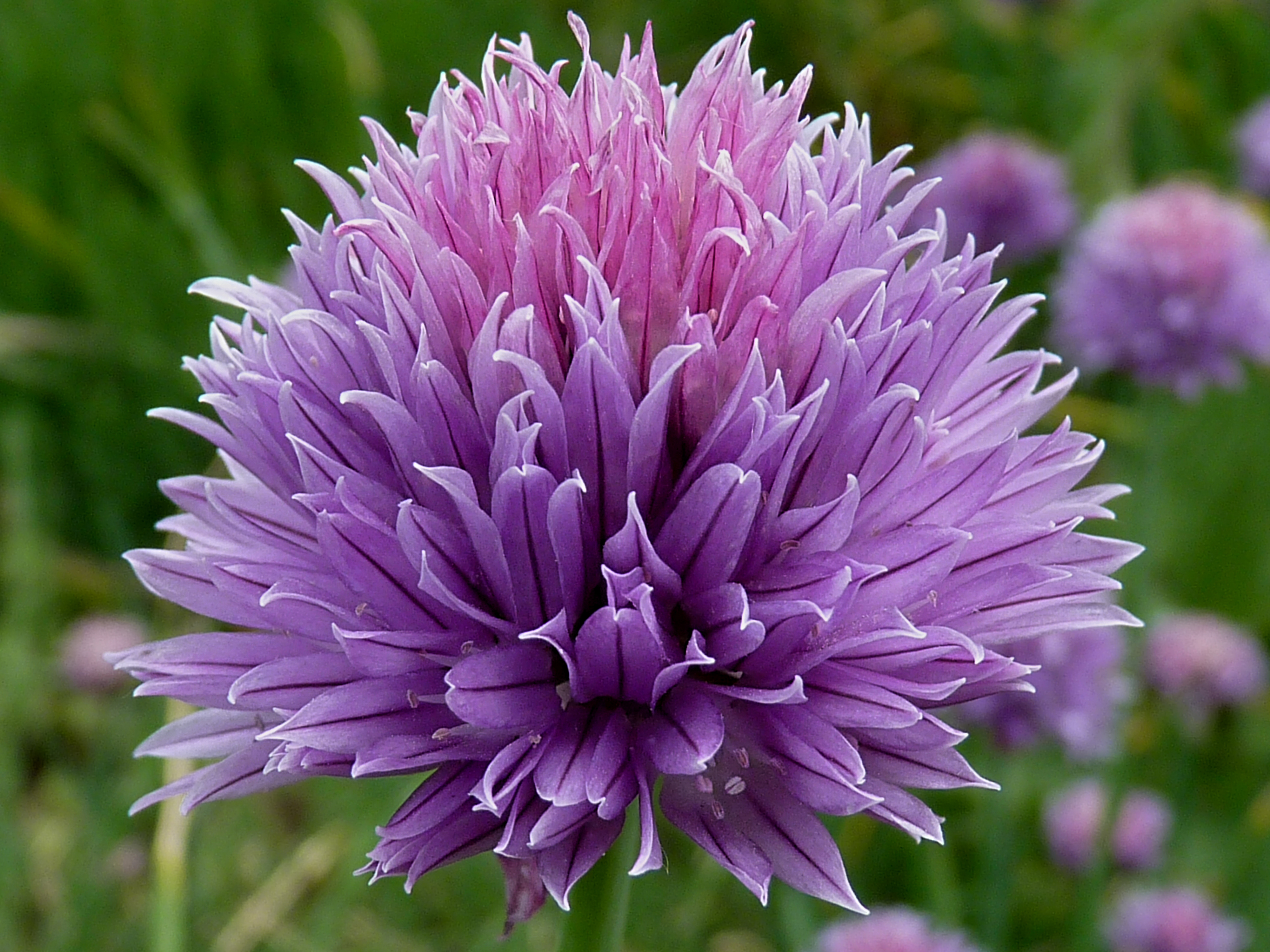
Allium ursinum